# Felix Baumbach
Felix Baumbach (* 6. März 1876 in Duisburg als Bernhard Wenning; † 20. November 1966 in Karlsruhe) war ein deutscher Schauspieler und Regisseur.

## Abstammung und Familie
Felix Baumbach war der als Bernhard Wenning geborene Sohn eines Handwerkers. Aus der Ehe mit Anna Koroline Blum hatte er drei Töchter.

## Ausbildung und Beruf
Baumbach war schon als Schüler Mitglied einer Laientheatergruppe. Dort fiel er Friedrich Karl Peppler, einem Schauspieler des Königlichen Hoftheaters Hannover auf. Dank dessen Förderung konnte er in Hannover Schauspielunterricht nehmen. Es folgten erste Engagements als Schauspieler am Staatstheater Görlitz und den Stadttheatern Elberfeld, Würzburg sowie Magdeburg. Im Jahr 1901 wurde Baumbach Schauspieler am Hoftheater Karlsruhe. Aus dieser Zeit sind einige kleinere, von Baumbach verfasste Werke bekannt, die zur Aufführung gelangten. Schwerpunkt seiner Tätigkeit blieb jedoch die Schauspielerei. Er übernahm schon bald Charakterrollen. Daneben führte Baumbach, der im Jahr 1918 zum Spielleiter und zwei Jahre darauf zum Oberspielleiter berufen worden war, auch Regie. Ferner trat er ab 1924 als Leiter der Festspiele und Freilichtinszenierungen auf dem Hohentwiel, in Konstanz, Ettlingen und Karlsruhe in Erscheinung. Er federführend an der Gründung der Kammerspiele im Künstlerhaus in Karlsruhe und der Karlsruher Volksbühne beteiligt. Als Dozent an der Theaterakademie des Badischen Staatstheaters beeinflusste Baumbach Schauspieler wie Kurt Müller-Graf und Waldemar Leitgeb. Baumbach trat zum 1. Mai 1933 in die NSDAP ein (Mitgliedsnummer 2.314.968) und behielt seine Position bis 1945. Nach Kriegsende zog er sich in den Ruhestand zurück, blieb dem Theater jedoch als künstlerischer Beirat erhalten.

## Auszeichnungen
- 1924: Staatsschauspieler
- 1951: Ehrenmitglied des Badischen Staatstheaters
- 1953: Bundesverdienstkreuz am Bande[1]

## Schriften
- Letzte Feier. Ein letzter Akt, 1902
- Neue Wege. Ein Drama aus dem Ärztestand, 1908
- Persepolis. Oper in 2 Akten (Musik: R. E. Zingel), 1909
- Sonnenwendglut. Dramatische Ballade in 3 Aufzügen (Musik: H. Schilling-Ziemssen), 1909[2]